# 얀 예세니우스

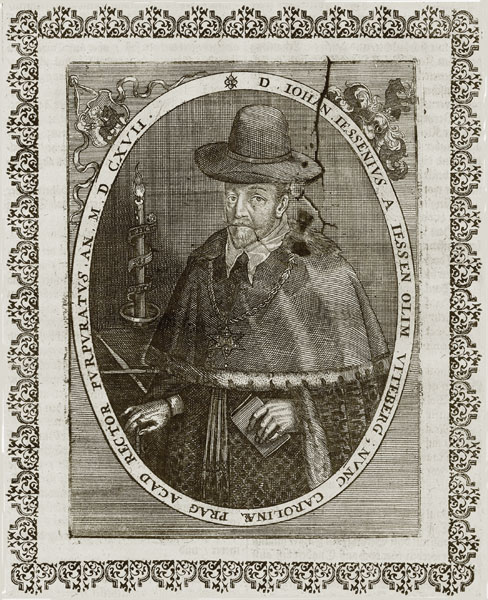

얀 예세니우스(Jan Jesenius, 1566년 ~ 1621년)는 슬로바키아 출신의 물리학자, 정치인, 철학자이다. 예세니우스는 과학적 업적보다 비극적인 최후로 더 잘 알려져 있다.
예세니우스는 30년 전쟁의 발단이 된 “귀족들의 반란”을 주도했다가 체포되었으며, 이후 1619년에 마티아스 황제가 사망하고 가톨릭 교도인 페르디난트가 황제로 즉위하고 26명의 다른 보헤미아인 대표들과 함께 올드 타운 광장에서 처형당했다.
예세니우스는 혀를 잘린 다음 사지가 찢겨 죽었다. 사형수들의 목은 경고의 의미로 썩어 문드러질 때까지 10년간 전시되었다. 이들의 처형은 개신교와 가톨릭교의 최초의 전쟁인 30년 전쟁의 시작으로 이어졌다.